# Cryptoneossa vulgaris
Cryptoneossa vulgaris är en insektsart som beskrevs av Taylor 1990. Cryptoneossa vulgaris ingår i släktet Cryptoneossa och familjen rundbladloppor. Inga underarter finns listade i Catalogue of Life.